# Marmaduke Wyvill
Marmaduke Wyvill (ur. 1814, zm. 1896) – szkocki arystokrata, polityk, szachista. 
Był członkiem brytyjskiego parlamentu w latach 1847–1868. W historii szachów zapisał się uczestnictwem w pierwszym międzynarodowym turnieju szachowym w Londynie w 1851 roku. Turniej rozegrano systemem pucharowym z udziałem szesnastu zaproszonych uznanych mistrzów szachowych, m.in. Howarda Stauntona i Lionela Kieseritzky'ego. Wyvill wygrał trzy mecze eliminacyjne i w meczu finałowym przegrał z Adolfem Anderssenem 2½ - 4½. Dla Anderssena był to początek dominacji w światowych szachach. Wyvill nigdy więcej nie brał udziału w turniejach szachowej czołówki, poświęcając się karierze polityka.